# Edvaldo Ferreira
Edvaldo Ferreira (28. svibnja 1990.) je angolski rukometaš. Nastupa za klub Smouha Club Alexandria i angolsku reprezentaciju.
Natjecao se na Svjetskom prvenstvu u Francuskoj 2017., gdje je reprezentacija Angole završila na 24. mjestu, u Danskoj i Njemačkoj 2019. (23.), i u Egiptu 2021. (30.).
S reprezentacijom je osvojio brončane medalje na afričkim prvenatvima u  Egiptu 2016. i u  Gabonu 2018.